# Christoph Frick (Fussballspieler, 1974)
Christoph Frick (* 28. August 1974 in Chur) ist ein ehemaliger liechtensteinischer Fussballspieler.

## Karriere

### Verein
Seine Vereinslaufbahn ist bis auf eine mindestens vierjährige Station beim FC Balzers unbekannt.

### Nationalmannschaft
Frick gab sein Länderspieldebüt in der liechtensteinischen Fussballnationalmannschaft am 26. Oktober 1993 beim 0:2 gegen Estland im Rahmen eines Freundschaftsspiels. Bis zum Jahr 2000 war er insgesamt 19 Mal für sein Heimatland im Einsatz.